# Notidobia melanoptera
Notidobia melanoptera är en nattsländeart som beskrevs av Stein 1863. Notidobia melanoptera ingår i släktet Notidobia och familjen krumrörsnattsländor. Inga underarter finns listade i Catalogue of Life.